# WMB (Motorradhersteller)
WMB war ein ungarischer Motorradhersteller, der in den 1930er-Jahren auf der Donauinsel Csepel in Budapest ansässig war. Gründer war Manfréd Weiss, Eigentümer der Budapester Stahl- und Metallwerke. Der Unternehmensname (Firma) leitet sich aus Weiss, Manfréd, Budapest her.
Zunächst wurden Motorräder mit Boxermotor und Kardanantrieb gebaut, die den Modellen von BMW auffällig ähnlich sahen. Der Verkaufserfolg aber ließ zu wünschen übrig.
Später wurden auch Modelle mit Zweitaktmotoren mit 100 und 125 cm³ angeboten, die sich besser verkauften.
1939 wurde die Fertigung kriegsbedingt eingestellt. Nach dem Zweiten Weltkrieg entstand aus dem Werk der Fahrzeughersteller Csepel.